# Felix Anthony Machado
Felix Anthony Machado (* 6. Juni 1948 in Karadi bei Vasai) ist ein indischer römisch-katholischer Geistlicher, Erzbischof und emeritierter Bischof von Vasai.

## Leben
Felix Anthony Machado studierte Interart Studies (Literatur und Kunst) an der University of Mumbai (M.A.), danach Theologie am St. Pius X College in Goregaon (Mumbai) und an der Katholischen Universität Lyon, an der er 1976 das Lizentiat der Theologie erlangte. Am 30. Oktober 1976 empfing er die Priesterweihe. Nach Jahren als Gemeindeseelsorger ging er in die USA und studierte Missionswissenschaft an der Maryknoll School of Theology und Dogmatik an der Fordham University in New York City. Dort wurde er 1984 zum Dr. theol. promoviert. Von 1984 bis 1993 lehrte er Dogmatik und Missionswissenschaft am St. Pius X College in Goregaon. Ab 1993 arbeitete er im Asien-Referat des Päpstlichen Rates für den Interreligiösen Dialog, von 1999 bis 2008 war er dessen Untersekretär (sottosegretario). Zugleich lehrte er an der Päpstlichen Universität Urbaniana und an der Päpstlichen Universität Auxilium. Mit der Errichtung des Bistums Vasai am 22. Mai 1998 wurde er in dessen Klerus inkardiniert.
Papst Benedikt XVI. ernannte Felix Anthony Machado am 16. Januar 2008 zum Bischof von Nashik mit dem persönlichen Titel eines Erzbischofs. Der Erzbischof von Bombay, Oswald Kardinal Gracias, spendete ihm am 8. März desselben Jahres die Bischofsweihe; Mitkonsekratoren waren Valerian D’Souza, Bischof von Poona, und Thomas Bhalerao SJ, Altbischof von Nashik. Am 10. November 2009 wurde er unter Beibehaltung des Erzbischofstitels zum Bischof von Vasai ernannt.
Am 8. Juli 2020 berief ihn Papst Franziskus zum Mitglied des Päpstlichen Rates für den Interreligiösen Dialog.
Am 6. Juni 2024 nahm Papst Franziskus seinen altersbedingten Rücktritt an.

## Schriften
- L’Inde et l’Asie du Sud. In: Joseph Doré (Hrsg.): Le devenir de la théologie catholique mondiale depuis Vatican II. 1965-1999. Herausgegeben von der Faculté de Théologie et de Sciences Religieuses, Institut Catholique de Paris. Beauchesne, Paris 2000, ISBN 2-7010-1399-2, S. 365–427.
- „Jnaneshvari“. Path to liberation. Somaiya Publications, Mumbai und New Delhi 1998, ISBN 81-7039-233-0.